# A cetek evolúciója

A körülbelül 80 cetfaj sorrendben

A cetek (bálnák, delfinek, disznódelfinek) az indiai szubkontinensen, párosujjú patások leszármazottaiként fejlődtek ki, 50 millió évvel ezelőtt, kb. 15 millió év alatt. Szárazföldi eredetüket bizonyítják az alábbi tények:
- a levegőből tüdővel lélegeznek
- uszonyaik csontozata hasonlít a szárazföldi emlősök kézfejének felépítésére
- gerincük függőleges (fel-le) mozgása, ami inkább jellemző egy futó mozgást végző emlőséhez, mint a halak gerincének vízszintes, lapos (jobb-bal) irányú mozgására

Régóta foglalkoztatja a tudósokat a kérdés, hogy alakultak át ezek a szárazföldi emlősök, hogy alkalmazkodjanak a vízi életmódhoz. A leletek, fosszíliák hiánya nem tette lehetővé a kérdés maradéktalan megválaszolását, de Pakisztánban folytatott kutatások eredménnyel jártak, így megoldás született több rejtélyre is. Most már lehetségessé vált az, hogy végigkövessük a cetek evolúciós fejest ugrását szárazföldről a tengerekbe

## Legkorábbi ősök

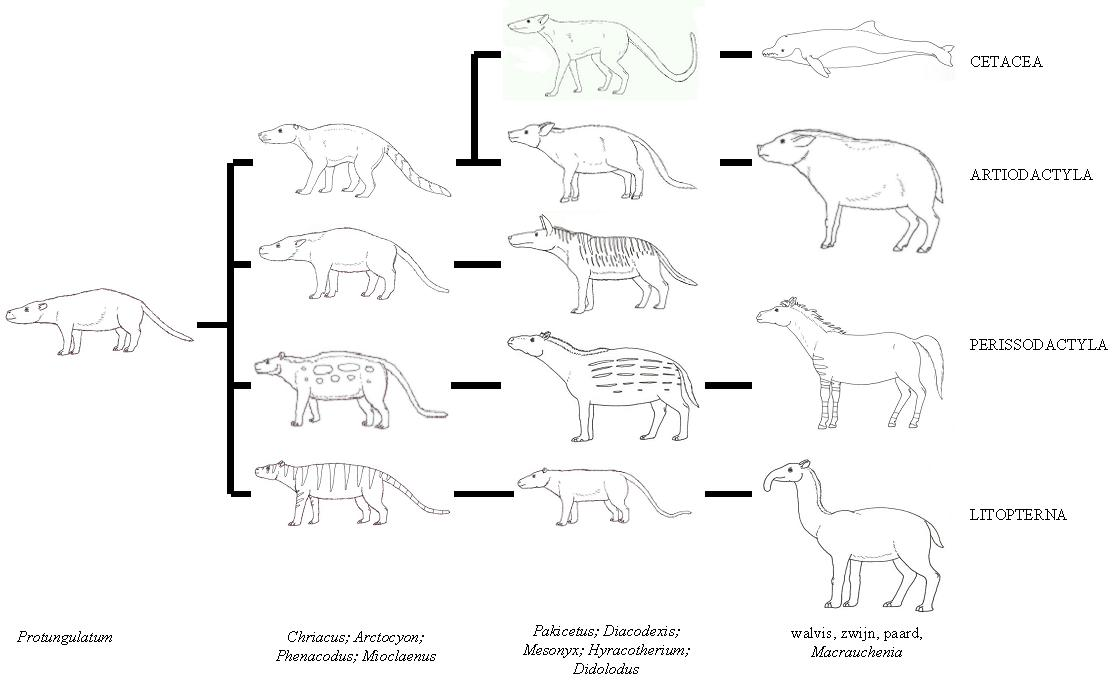
A családfa

A hagyományos cet-evolúciós nézet szerint a bálnák a Mesonychia rendből származtathatóak, amely mára már kihalt, ragadozó patás állatok rendje volt – egyedeik leginkább patás farkasokra emlékeztethettek, a mai párosujjú patások rokonaiként. Ezeknek az állatoknak szokatlan, háromszög alakú fogaik voltak, akárcsak a cetféléknek. A legújabb kutatások bebizonyították, hogy a cetek inkább a párosujjú patásokhoz állnak közelebb, legközelebbi élő rokonaik pedig a vízilófélék. A két csoport kládja a Cetartiodactyla. Viszont a vízilófélék legkorábbi ősei, az Anthracotheriidae család leletei csak a középső eocén kortól kezdve fellelhetőek, míg a Pakicetus, a legelső előcetféle már a korai eocénban felbukkant, ami annak a bizonyítéka, hogy a két csoport korábban, már az eocén előtt elvált egymástól.
A Pakicetus, a legelső ősbálna kapcsán végzett legújabb kutatások a molekuláris statisztikai adatokat támasztják alá. Ennek alapján a Pakicetus csontváza bizonyítja, hogy a bálnák nem származhatnak közvetlenül a Mesonychidektől. Ehelyett az derült ki, hogy a Pakicetus egyfajta párosujjú patás (egy másik fajta), ami elkezdte felvenni a vízi életmódot azután, hogy a párosujjúak családja elvált a Mesonychidektől. Más szavakkal, az előbálnák korai párosujjú patások, amik megőrizték a Mesonychid ősük külsejét (így a háromszögletes fogukat is), amit mára már elvesztettek a ma élő párosujjúak. Érdekesség, hogy az összes patás emlős legkorábbi ősei legalább részben húsevők vagy dögevők voltak, a mai párosujjúak és páratlanujjúak azonban áttértek a növényevő életmódra az evolúció során. A cetfélék viszont, köszönhetően a melegvérűségük miatti nagy kalóriaigényüknek, és a zsákmányállatok tengerekben való szélesebb körű elterjedtségének, hogy a tengerben maradhassanak, fenntartották húsevő életmódjukat. A szárazföldön a Mesonychidek ugyanezt tették, ők azonban kihalásra lettek ítélve, mert a nagy termetű prédára specializálódtak, amelyek akkoriban még ritkák voltak. Riválisaik, a Creodonták és a mai ragadozók sokkal alkalmazkodóképesebbek voltak, így ők töltötték be a dinoszauruszok által hátrahagyott űrt.

## Az Indohyus

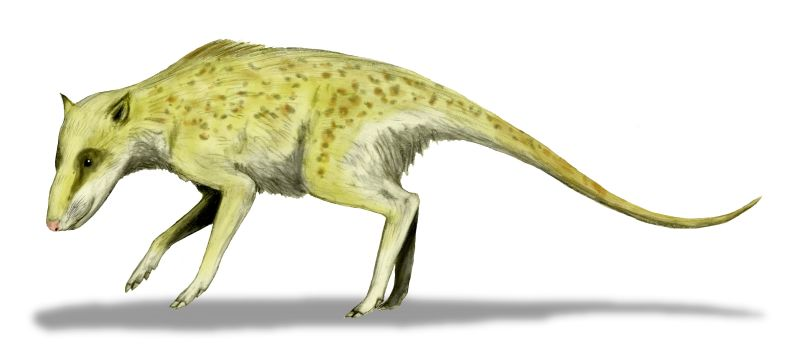
Az Indohyus rekonstrukciója

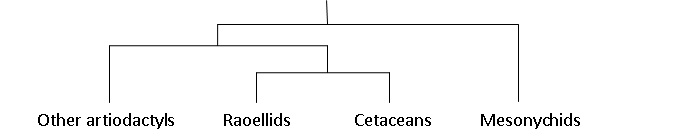
Rokoni kapcsolat a cetfélék ősei között

Az Indohyus egy kisméretű, leginkább a kancsilfélékre emlékeztető állat volt, mely kb. 48 millió évvel ezelőtt élt a mai Kasmír területén. A párosujjú patások Raoellidae családjába tartozott, a cetfélék legközelebbi rokonai közé. Mosómedve vagy házi macska méretű növényevő állat volt, mely sok tulajdonságában megegyezett a cetfélékkel. Legjellegzetesebb ezek közül az involucrum, egy speciális csontnövekedéssel kapcsolatos hártya, mely kizárólag ezeknél az állatoknál található meg. Legalább részbeni vízi életmódját bizonyítja a vastag és tömött szőrzet, és a vaskos, sűrű csontozatú végtagok, amelyek abban segítették az állatot, hogy a víz alatt tudjon maradni, ne lebegjen a felszínen. Ez utóbbit megfigyelhetjük a vízilovaknál is, illetve az afrikai kancsilnál, mely ragadozó madár felbukkanásakor képes a vízbe merülni és akár négy percig is ott maradni.

## Pakicetidek

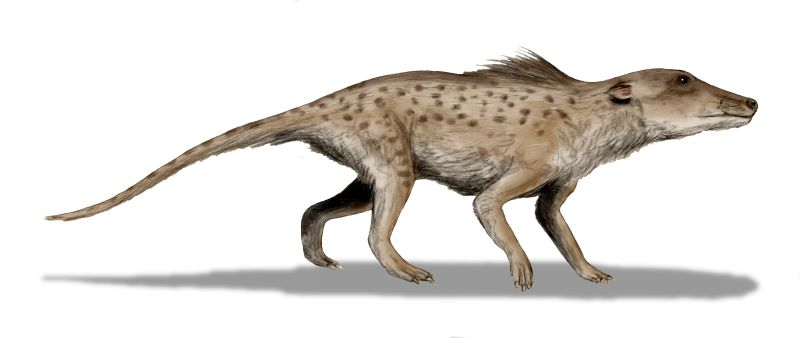
A Pakicetus

A pakicetidák patás emlősök voltak, melyek a legelső ismert cetfélék, legközelebbi rokonuk pedig a fentebb taglalt Indohyus volt (bár nem voltak közvetlen leszármazási kapcsolatban). A korai eocénban éltek, kb. 50 millió évvel ezelőtt. A fosszíliáikra 1979-ben bukkantak Észak-Pakisztánban, ott, ahol a múltban egy folyó volt, nem messze az ekkoriban még létező Tethys partjaitól. Ezután a környéken több hasonló korú lelet is előkerült, bizonyítván a faj elterjedését Pakisztán és Északnyugat-India vidékén. A kutatások alapján ezek a lények alapvetően száraz környezetben, időszakos vízfolyások medrében és közepesen növénydús árterekben éltek, és egyértelműen édesvizet fogyasztottak. Legvalószínűbb táplálékuk a vízhez lejáró állatok illetve kisebb vízben élő állatok lehettek. Hosszú gerincoszlopuk és a négy, összenőtt keresztcsontjuk egyértelműen a párosujjú patásokkal való rokonságukat igazolja, így a Pakicetus a legelső lelet a párosujjú patások és a cetfélék különválása után az időrendi skálán.
Koponyájuk a cetfélékhez hasonlatos hallójáratokat mutat, fülformájuk meglehetősen szokatlan, koponyájuk pedig a cetekére hasonlít, bár ezen még nincs a ceteknél megtalálható légzőnyílás. Jellegzetes fülük ellenére hallásuk még mindig a szárazföldi életre specializálódott, bár a víz alatt is kitűnően hallhattak, igaz, a hangok irányát nem érzékelhették. Állkapcsukból még hiányzik az a megnagyobbodott, zsírral vagy olajjal telítődött üreg, melynek segítségével a modern cetfélék érzékelik a vízalatti zajokat. Szemgödrük állása miatt kiválóan láttak felfelé, amely alkalmassá tette őket, hogy a vízből, lesből támadjanak. Metszőfogaik is háromszög alakúak voltak, cápafog-szerűek, hasonlóan a mai cetekhez. Hosszú és vékony végtagjaik voltak, de ezek viszonylag rövidek voltak, amelyek összességében arra utalnak, hogy rossz úszók voltak. Cserébe viszont a csontszerkezetük tömörebb volt, ami arra szolgált, hogy az állat ne lebegjen a vízben, hanem könnyebben alá tudjon merülni. Mindennek ellenére testük a futásra és az ugrásra inkább volt alkalmas, mint a vízi életmódra.

## Ambulocetidek

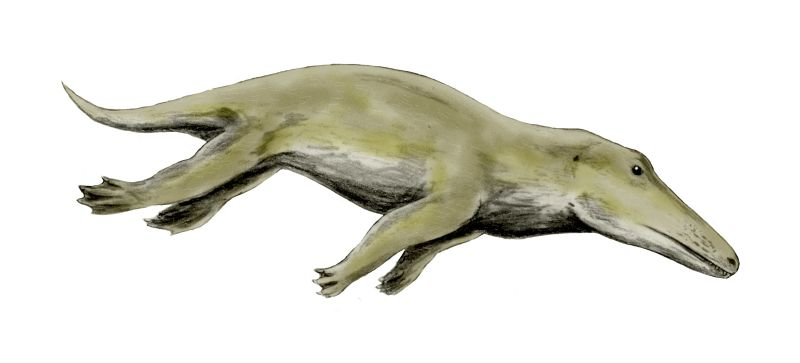
Az Ambulocetus

1994-ben Pakisztánban felfedezték az Ambulocetust, mely kb. 49 millió évvel ezelőtt élt. Ez a lény már feltehetően kétlaki életet élt, és megjelenése a krokodilra emlékeztethetett. Az Ambulocetus és rokonai ebben az időben Pakisztánban a Tethys öbleiben és partvidékén éltek, mivel fosszíliáikat sekélyvízi környezetben, partmenti vízinövények társaságában találták meg. Habár tengeri környezetben éltek, az, hogy milyen vizet fogyasztottak, nem egyértelmű, ugyanis a leletek tanúsága szerint volt olyan fajuk, mely teljes mértékben alkalmazkodott a sós vízhez, mások mindkettőben megéltek, míg volt, amelyik még mindig édesvízre szorult. Sótoleranciájuk azonban vitán felüli, így ezek az állatok képezték az első igazi átmenetet a szárazföldi ősök és a cetek között.
Ezeknek az élőlényeknek az állkapcsában már ott volt egy vékony zsírréteg, mely azonban még meglehetősen kezdetleges volt. Ez a szerv az, amely segíti a vízben hallható hangokat eljuttatni a középfülbe. Szemeikkel még mindig kiválóan láttak felfelé, a szemek pedig valamivel jobban elkülönültek egymástól és oldalra helyeződtek. Végtagjaik még mindig viszonylag hosszúak voltak, erős hátsó lábakkal. Farkuk hosszú volt, melyen még nem volt farokúszó. A szárazföldön már meglehetősen esetlenül mozoghattak, de sem a vízben, sem a talajon nem voltak gyorsak. Valószínűsíthető, hogy inkább a krokodilokhoz hasonlóan lesből vadásztak a gyanútlan ártéri élőlényekre és halakra. Úszásuk feltehetően a vidrákéhoz és a fókákéhoz hasonló módon történhetett, a hátsó lábuk és a gerincoszlopuk mozgatásával. Ez már némiképp hasonló volt a modern cetfélék úszásához.

## Remingtonocetidek

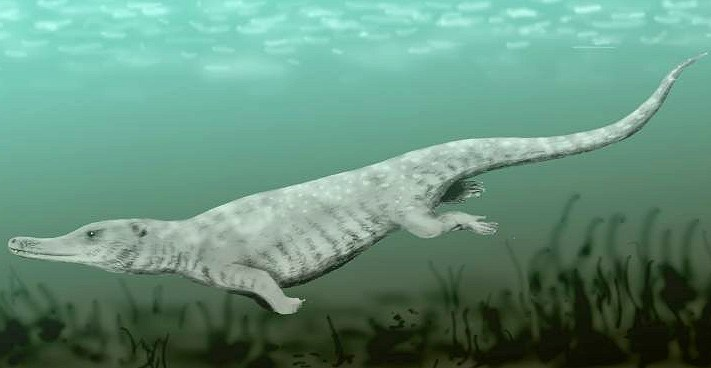
Remingtonocetus

49-43 millió évvel ezelőtt, a középső eocénban, Dél-Ázsiában éltek a remingtonocetidek. A mai India és Pakisztán területén, nagy területen, változatos formákban éltek. Sekély vizekben is megtalálták maradványaikat, de nyilvánvaló, hogy az Ambulocetussal szemben már sokkal inkább a nyílt vízi életmódhoz alkalmazkodtak. Ezt bizonyítják a partmenti és lagúnabeli leletek. Ennek a fajnak a jelek szerint már nem volt szüksége édesvízre, nem függött tőle. Szemeik kicsik voltak és már nem láttak velük felfelé, ami arra utal, hogy már nem volt szükségük jó látásra. Orrlyukaik, melyekből később a légzőnyílás alakult ki, még a hosszú orruk legvégén volt megtalálható. A fülükben található egyensúlyozó szerv, amely a szárazföldi állatoknál fontos, náluk egészen összement. Ez egy olyan fontos evolúciós lépés volt, amelytől kezdve voltaképpen nem volt visszaút a szárazföldi élethez, s innentől számítható robbanásszerű elterjedésük is a vizekben. Végtagjaik már egészen kicsik voltak, legfeljebb alkalomszerű szárazföldi közlekedést tettek lehetővé, és már nem is használták őket az úszás során.

## Protocetidek
Körülbelül 48 és 35 millió évvel ezelőtt, Ázsia, Afrika, Európa, és Észak-Amerika partvidékeinél bukkantak fel a protocetidek, változatos formákat felvonultatva. Ázsiai fajaik még mindig a sekélyvízi életmódra specializáltnak tűnnek, de az Afrika és Észak-Amerika partjainál talált leletek már egyértelműen nyíltvízi életmódra utalnak. Bár még mindig képesek lehettek a szárazföldi életre, de a vízi életmód volt a domináns. A protocetidek voltak az első cetfélék, amelyek elhagyták az indiai szubkontinens környékét, és a sekély tengereken keresztül meghódították az egész világot. Számtalan fajuk létezett ekkoriban, többjük egészen ismert (pl. a Rodhocetus). Volt köztük olyan is, amelyik még elég erős volt ahhoz, hogy elbírja a saját súlyát a szárazföldön. Ilyen volt a Maiacetus, amely a legújabb felfedezések szerint a szárazföldön szülhette meg utódait, mivel azok fejjel előre és nem háttal születtek.

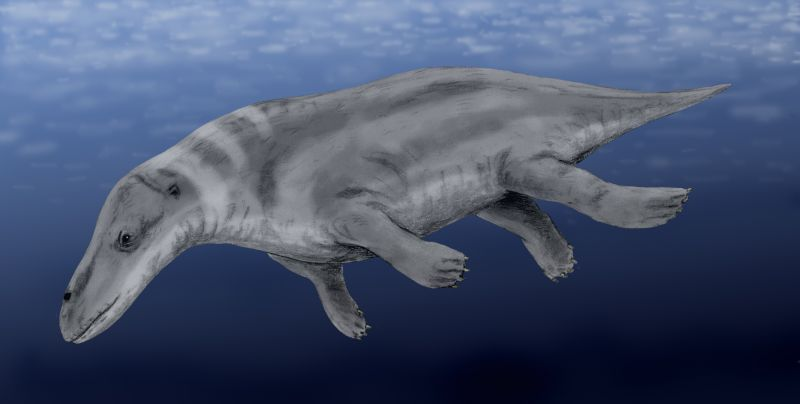
Rodhocetus

A protocetidek szeme már egészen a koponyájuk oldalára csúszott, amivel a vízalatti prédát könnyebben észre tudták venni. Az orrlyukaik megnőttek és az orrukon hátrébb kerültek, fogazatuk pedig nagyobb változatosságot mutat elődeiknél. Az állkapcsukban lévő érzékelőszerv mérete is megnőtt, hiányzott viszont még a modern ceteknél meglévő levegővel telítődött terület, mely a jobb vízalatti hallás érdekében szigeteli a fület. Csökevényesen, de még mindig voltak külső hallójárataik. Ezzel egyfajta átmenetet képeztek: a fülük már nem volt kellően alkalmas a szárazföldön történő hallásra, de a víz alatti kifinomult hallást lehetővé tevő szerveik sem fejlődtek ki egészen.
Fajaik többnyire még rendelkeztek végtagokkal, amelyek bár erősen elcsökevényesedtek, de egyeseknél lehetővé tették a szárazföldön kúszva történő közlekedést. Feltehető, hogy egyeseknek farokúszójuk is lehetett. Keresztcsontjuk és medencéjük ha lazán is, de kapcsolódott egymáshoz, a végtagjaik végén pedig láthatóak voltak még mindig a paták.

## Basilosauridok és dorudontidok

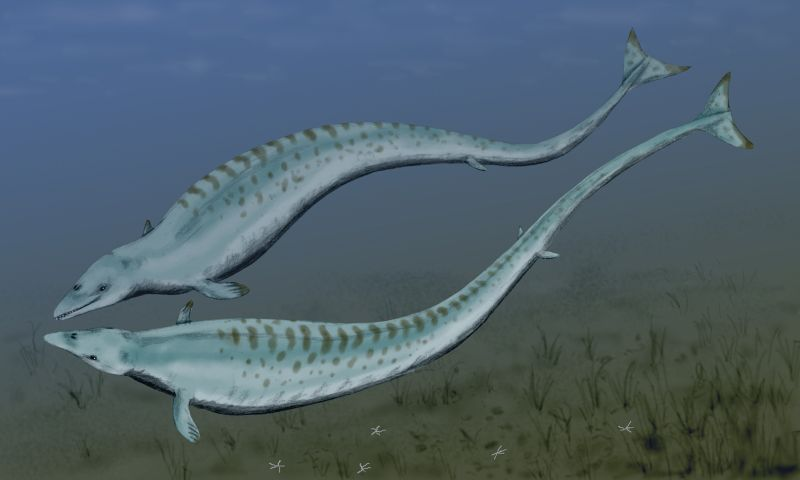
Basilosaurus

1840-ben fedezték fel a Basilosaurust, amely nevét onnan kapta, hogy eredetileg hüllőnek nézték. A dorudontidokkal együtt 41-35 millió évvel ezelőtt éltek a késő eocénben. Ők a legrégebbi ismert cetfélék, amelyek kizárólag csak a vízben tudtak megélni. Külsőre már egészen cetszerűek voltak, és a világtengerekben mindenütt elterjedtek voltak. Leleteiket kizárólag tengervízi környezetben találták meg, trópusi és szubtrópusi vizekben. Fosszilizálódott gyomruk alapján megállapítható, hogy halakkal táplálkoztak. Bár külsőre cetszerűek voltak, hiányzott belőlük az ún. "dinnye", a visszhanglokációs szerv, amelynek segítségével a modern cetek tájékozódnak. Agyméretük kicsi volt, ami alapján feltehetően magányos lények voltak, nem voltak képesek komplex szociális struktúrában létezni fajtársaikkal. Víz alatti halláshoz szükséges zsírrétegük már teljesen kialakult az állkapcsukban, szemeik oldalsó állásúak voltak, légzőnyílásaik pedig még feljebb kerültek a fejükön. Fülük is szinte teljesen átalakult már, a szigetelő levegővel telített területek már megvoltak náluk, viszont kívülről még mindig jól felismerhető volt a fülük.

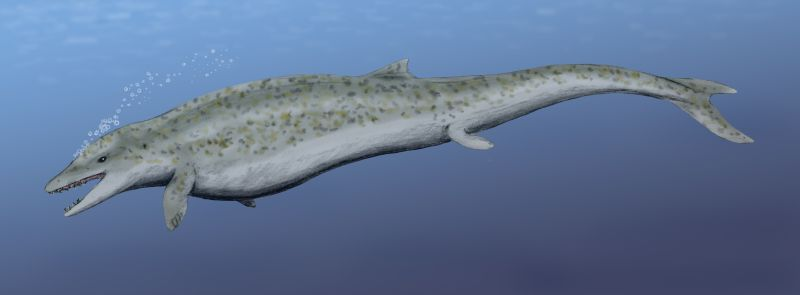
Dorudon

Fajaik koponyája teljes egészében cetszerű volt. Méretük hatalmas volt, egy Basilosaurus lehetett akár 18 méteres is, a dorudontidok pedig kb. 5 méteresre nőttek meg. A Basilosaurusok méretüket az extrém módon megnyúlt gerincnek köszönhetik, farkuk végén pedig már farokúszó is volt, noha ezt nem használták az úszás során, fizikai okokból. A dorudontidok ezzel szemben kisebbek, de erősebb gerincoszlopúak voltak, farokúszóval, és úgy is úsztak, mint a mai modern cetek. Mellső végtagjaikon az ujjak már összenőttek, hátsó lábaik pedig, ha rendkívül csökevényesen is, de még mindig megvoltak. Ez utóbbit másra nemigen tudták használni, mint segítségként a párosodáskor, minthogy a keresztcsontok már nem kapcsolódtak a gerincoszlophoz. Ujjperceik még mindig megvoltak. Összességében a két csoport jól felismerhetően a fogascetek és a sziláscetek őseinek tekinthető, olyan tulajdonságokkal, melyek egy része még nem egészen fejlődött ki.

## Korai visszhanglokáció

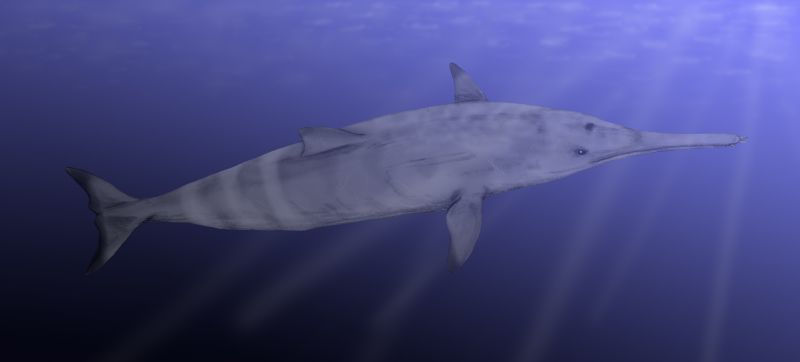
Squalodon

A fogascetek képesek arra, hogy egy különleges szervvel különféle frekvenciájú hangokat bocsássanak ki, amit érzékelve képesek a tárgyak helyzetének megállapítására. A kibocsátásért a "dinnyének" nevezett szerv a felelős, az érzékelésért pedig az állkapcsukban elhelyezkedő zsírréteg. A Squalodon koponyájának tanulmányozása során megállapították, hogy ez az első cetféle, amelynél megvolt a visszhanglokációs szerv. A Squalodon a középső oligocéntól a középső miocénig élt, 33-14 millió évvel ezelőtt, és a mai fogascetek számos tulajdonságával bírt. Koponyája tömzsi volt, orra megnyúlt, és külsőre a modern cetfélékre emlékeztetett. Ugyanakkor jelenleg úgy tűnik, hogy a Squalodon nem volt a mai delfinek közvetlen őse.

## Korai sziláscetek

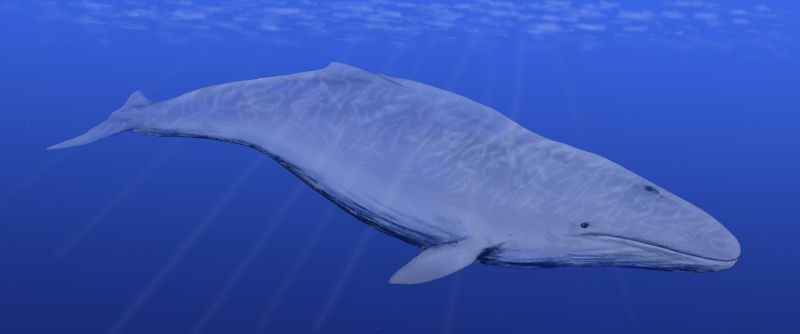
Cetotherium

A ma élő sziláscetek a fogaik helyén nőtt, egyfajta szűrőként szolgáló szilák segítségével gyűjtik össze és fogyasztják táplálékukat. Az első, szilákkal rendelkező cetek a középső miocénben jelentek meg. A szila evolúciós szempontból nagyszerű volt ezek állatok számára, mert könnyűszerrel tudtak szert tenni hatalmas tápanyagmennyiségre, amely lehetővé tette óriási testméretük fenntartását. Kialakulásuk az éghajlatváltozás és az óceánok élővilágának megváltozásának következménye, ezzel egy időben pedig az ősi formáik kihalása is elkezdődött. Korai fajaik, mint a Janjucetus és a Mammalodon még nem, vagy csak kezdetleges módon voltak képesek a víz szűrésére, és leginkább a fogaikra hagyatkoztak. A szilák kifejlődése egy genetikai változás következménye is, amely a fogzománc kialakulására volt hatással.
A ma élő sziláscetek négyféle családba sorolhatóak, amelyek elkülönülnek a többi cetfélétől. A barázdásbálnafélék, a simabálnafélék, a szürkebálnafélék és a törpe simabálna olyan jellegzetességekkel bírnak (főként a koponyájukon), amelyekkel a többi cetféle nem rendelkezett. Ezek az állatok hatalmasra tudnak megnőni, táplálkozásukból adódóan, és evolúciójuk során egyre nagyobbra nőttek.

## Korai delfinek
Körülbelül 20 millió évvel ezelőtt kialakult a visszhanglokáció a mai formájában. Több, ma már kihalt delfinfaj virágzott ekkoriban. A korai delfinek, mint a Kentriodon vagy a Hadrodelphis már minden jellegzetességükben a modern cetekre hasonlítottak, és valószínűleg köztük található meg a mai delfinek őse is. A Kentriodonfélék a késő oligocéntól a késő miocénig éltek, kisebb halakkal és más vízi élőlényekkel táplálkoztak. Visszhanglokátort használtak, és valószínűleg csapatokba verődtek. Külsejük, felépítésük, és lelőhelyeik alapján majdnem megegyeztek a ma élő fajokkal.

## Csontváz-evolúció
A ma élő cetek hátsó lábai teljesen eltűntek az evolúció során, azok csökevényei csak a testen belül találhatóak meg. Genetikai okokból egyes egyedeknél néha megjelennek csökevényes hátsó lábak (atavizmus). A Pakicetus medencecsontja még a szárazföldi emlősökével megegyező volt. Az evolúciójuk során a medencecsont fokozatosan átalakult, és a Basilosaurus esetében már nem is volt kapcsolata a gerincoszloppal. A mai cetekben a hátsó lábak csontjai kezdetleges formában kialakulnak ugyan, de úgy is maradnak és soha nem fejlődnek ki teljesen.
A Pakicetus, noha külsőre leginkább egy patás farkasra emlékeztetett, az első lépés volt azon az úton, mely a vízi életmódhoz vezetett. A legszembetűnőbb változás a koponya formájának megváltozása és az emésztőrendszerük átalakulása volt. Mivel az oldalra tolódó szemeik miatt már a vízi életmód vált számukra alkalmasabbá, így a többi jellegzetességük is átalakult ennek megfelelően. Az Ambulocetus esetében a koponya megnyúlt, és a végén kialakult az orrnyílás, valamint az úszás miatt megerősödtek a hátsó lábak. Ezek a jellegzetességek fejlődtek végül odáig, hogy a cetfélék csontváza jelentős mértékben átalakult a szárazföldi emlősökéhez képest.

## Forráshivatkozások
1. ↑  Society, National Geographic. „Oldest Antarctic Whale Found; Shows Fast Evolution”, National Geographic. [2011. november 18-i dátummal az eredetiből archiválva] (Hozzáférés: 2025. augusztus 16.) (angol nyelvű)
2. ↑  UC Berkeley, French Scientists Find Missing Link Between The Whale And Its Closest Relative, The Hippo (angol nyelven). ScienceDaily. (Hozzáférés: 2025. augusztus 16.)
3. ↑  https://books.google.com/books?id=ntSspji0LYC&pg=PA547
4. 1 2  Slater, Graham J., Nicholas D. (2017. május 24.). „Independent evolution of baleen whale gigantism linked to Plio-Pleistocene ocean dynamics”. Proceedings of the Royal Society B: Biological Sciences 284 (1855), 20170546. o. DOI:10.1098/rspb.2017.0546. PMID 28539520. (Hozzáférés: 2025. augusztus 16.)
5. ↑  Whales descended from tiny deer-like ancestors (angol nyelven). ScienceDaily. (Hozzáférés: 2025. augusztus 16.)
6. ↑  Thewissen, J. G. M., Mark T. (2007. december 1.). „Whales originated from aquatic artiodactyls in the Eocene epoch of India” (angol nyelven). Nature 450 (7173), 1190–1194. o. DOI:10.1038/nature06343. ISSN 1476-4687. (Hozzáférés: 2025. augusztus 16.)
7. ↑  New Fossils Suggest Whales And Hippos Are Close Kin (angol nyelven). ScienceDaily. (Hozzáférés: 2025. augusztus 16.)
8. ↑  Whales descended from tiny deer-like ancestors (angol nyelven). ScienceDaily. (Hozzáférés: 2025. augusztus 16.)
9. ↑  Peter Castro – Michael E. Huber: Marine biology. Internet Archive.  2003.  ISBN 978-0-07-029421-9 Hozzáférés: 2025. augusztus 16.
10. ↑  Thewissen, J. G. M. (2001). „Whale Origins as a Poster Child for Macroevolution” (angol nyelven). BioScience 51 (12), 1037. o. DOI:[1037:WOAAPC2.0.CO;2 10.1641/0006-3568(2001)051[1037:WOAAPC]2.0.CO;2]. ISSN 0006-3568. (Hozzáférés: 2025. augusztus 16.)
11. ↑  Uhen, Mark D. (2010. május 30.). „The Origin(s) of Whales” (angol nyelven). Annual Review of Earth and Planetary Sciences 38 (Volume 38, 2010), 189–219. o. DOI:10.1146/annurev-earth-040809-152453. ISSN 0084-6597. (Hozzáférés: 2025. augusztus 16.)
12. ↑  Nummela, Sirpa, Sunil (2004. augusztus 1.). „Eocene evolution of whale hearing” (angol nyelven). Nature 430 (7001), 776–778. o. DOI:10.1038/nature02720. ISSN 1476-4687. (Hozzáférés: 2025. augusztus 16.)
13. ↑  Thewissen, J. G. M., L. J. (2001. szeptember 1.). „Skeletons of terrestrial cetaceans and the relationship of whales to artiodactyls” (angol nyelven). Nature 413 (6853), 277–281. o. DOI:10.1038/35095005. ISSN 1476-4687. (Hozzáférés: 2025. augusztus 16.)
14. 1 2  Deméré, Thomas A., Annalisa (2008. február 1.). „Morphological and Molecular Evidence for a Stepwise Evolutionary Transition from Teeth to Baleen in Mysticete Whales” (angol nyelven). Systematic Biology 57 (1), 15–37. o. DOI:10.1080/10635150701884632. ISSN 1076-836X. (Hozzáférés: 2025. augusztus 16.)
15. ↑  Thewissen, J. G. M. (1997. október 1.). „Locomotor evolution in the earliest cetaceans: functional model, modern analogues, and paleontological evidence” (angol nyelven). Paleobiology 23 (4), 482–490. o. DOI:10.1017/S0094837300019850. ISSN 0094-8373. (Hozzáférés: 2025. augusztus 16.)
16. ↑  Fordyce, R. Ewan (1994. május 1.). „THE EVOLUTIONARY HISTORY OF WHALES AND DOLPHINS” (angol nyelven). Annual Review of Earth and Planetary Sciences 22 (Volume 22, 1994), 419–455. o. DOI:10.1146/annurev.ea.22.050194.002223. ISSN 0084-6597. (Hozzáférés: 2025. augusztus 16.)
17. ↑  Spoor, F., S. T. (2002. május 1.). „Vestibular evidence for the evolution of aquatic behaviour in early cetaceans” (angol nyelven). Nature 417 (6885), 163–166. o. DOI:10.1038/417163a. ISSN 1476-4687. (Hozzáférés: 2025. augusztus 16.)
18. ↑  Berger, Elena, Emanuele (2025. július 2.). „The endocranial anatomy of protocetids and its implications for early whale evolution” (angol nyelven). Evolution. DOI:10.1093/evolut/qpaf109. ISSN 0014-3820. (Hozzáférés: 2025. augusztus 16.)
19. ↑  https://www.researchgate.net/publication/332217452
20. ↑  Gingerich, Philip D., Wighart (2009). „New protocetid whale from the middle eocene of pakistan: birth on land, precocial development, and sexual dimorphism”. PloS One 4 (2), e4366. o. DOI:10.1371/journal.pone.0004366. ISSN 1932-6203. PMID 19194487. (Hozzáférés: 2025. augusztus 16.)
21. ↑  Sandra I. Madar: Structural Adaptations of Early Archaeocete Long Bones.  1998.   353–378. o. ISBN 978-1-4899-0159-0 Hozzáférés: 2025. augusztus 16.
22. ↑  „WHALES' HIND FEET SHOW UP IN FOSSILS (Published 1990)”, 1990. július 12. (Hozzáférés: 2025. augusztus 16.) (angol nyelvű)
23. ↑  Nummela, Sirpa, Sunil (2004. augusztus 1.). „Eocene evolution of whale hearing” (angol nyelven). Nature 430 (7001), 776–778. o. DOI:10.1038/nature02720. ISSN 1476-4687. (Hozzáférés: 2025. augusztus 16.)
24. ↑  Fitzgerald, Erich M. G. (2012. február 23.). „Archaeocete-like jaws in a baleen whale”. Biology Letters 8 (1), 94–96. o. DOI:10.1098/rsbl.2011.0690. ISSN 1744-957X. PMID 21849306. (Hozzáférés: 2025. augusztus 16.)
25. ↑  Deméré, Thomas A., Annalisa (2008. február 1.). „Morphological and Molecular Evidence for a Stepwise Evolutionary Transition from Teeth to Baleen in Mysticete Whales” (angol nyelven). Systematic Biology 57 (1), 15–37. o. DOI:10.1080/10635150701884632. ISSN 1076-836X. (Hozzáférés: 2025. augusztus 16.)
26. ↑  Bisconti, Michelangelo, Mark (2013). „Taxonomic revision of Isocetus depauwi (Mammalia, Cetacea, Mysticeti) and the phylogenetic relationships of archaic ‘cetothere’ mysticetes” (angol nyelven). Palaeontology 56 (1), 95–127. o. DOI:10.1111/j.1475-4983.2012.01168.x. ISSN 1475-4983. (Hozzáférés: 2025. augusztus 16.)
27. ↑  Cahuzac, Bruno, Michel (2006. január 23.). „Découverte de deux dents de Squalodon (Cetacea Odontoceti) dans le Burdigalien du SW de la France (Martillac, Léognan). Considérations sur les Squalodon d’Aquitaine, la paléoécologie de leurs gisements et l’espèce type du genre” (francia nyelven). Neues Jahrbuch für Geologie und Paläontologie - Abhandlungen, 413–451. o. DOI:10.1127/njgpa/238/2006/413. (Hozzáférés: 2025. augusztus 16.)
28. ↑  Wayback Machine. www.faculty.virginia.edu. [2016. március 4-i dátummal az eredetiből archiválva]. (Hozzáférés: 2025. augusztus 16.)